# André Hohengarten
André Hohengarten (* 9. September 1939 in Luxemburg (Stadt)) ist ein pensionierter Beamter der luxemburgischen Eisenbahn. Nebenberuflich forscht er zur Geschichte Luxemburgs mit dem Schwerpunkt auf der Zeit der deutschen Besatzung während des Zweiten Weltkrieges und veröffentlichte mehrere Werke dazu.

## Publikationen
- Luxemburger als Freiwild – Deutsches Fahndungsbuch herausgegeben vom Reichskriminalpolizeiamt in Berlin, 1. Oktober 1943 (mit Henri Koch-Kent), 1972.
- Das Massaker im Zuchthaus Sonnenburg vom 30./31. Januar 1945 (Vorwort von Henri Koch-Kent). Sankt-Paulus-Druckerei, Luxemburg 1979.
- Hinzert – Das SS-Sonderlager im Hunsrück 1939–1945 (mit Marcel Engel). Sankt-Paulus-Druckerei, Luxemburg, 1983.
- Vom Halbmond zum Ziegenkopf – Die Geschichte der Luxemburger Häftlinge in Lublin 1942–1945. Sankt-Paulus-Druckerei, Luxemburg 1991.
- Die Stadt Luxemburg unter dem Hakenkreuz (1940–1945) – Ein alternativer Stadtführer. Éditions Le Phare, Esch-Uelzecht, 1995, ISBN 978-2-87964-138-6.
- Die Nazi-Gewaltherrschaft in Luxemburg-Stadt – Eine Spurensuche. (pdf) Ons Stad, 2002, Nr. 71.
- Die nationalsozialistische Judenpolitik in Luxemburg. Im Auftrag des Memorial de la Déportation in Luxemburg-Hollerich. 2., veränd. Auflage. Saint-Paul Luxembourg, Luxemburg 2004, OCLC 58802401.